# (9478) Caldeyro
(9478) Caldeyro (2148 P-L) – planetoida z grupy pasa głównego asteroid okrążająca Słońce w ciągu 5,44 lat w średniej odległości 3,09 j.a. Odkryta 24 września 1960 roku.